# Sukiennice w Krakowie

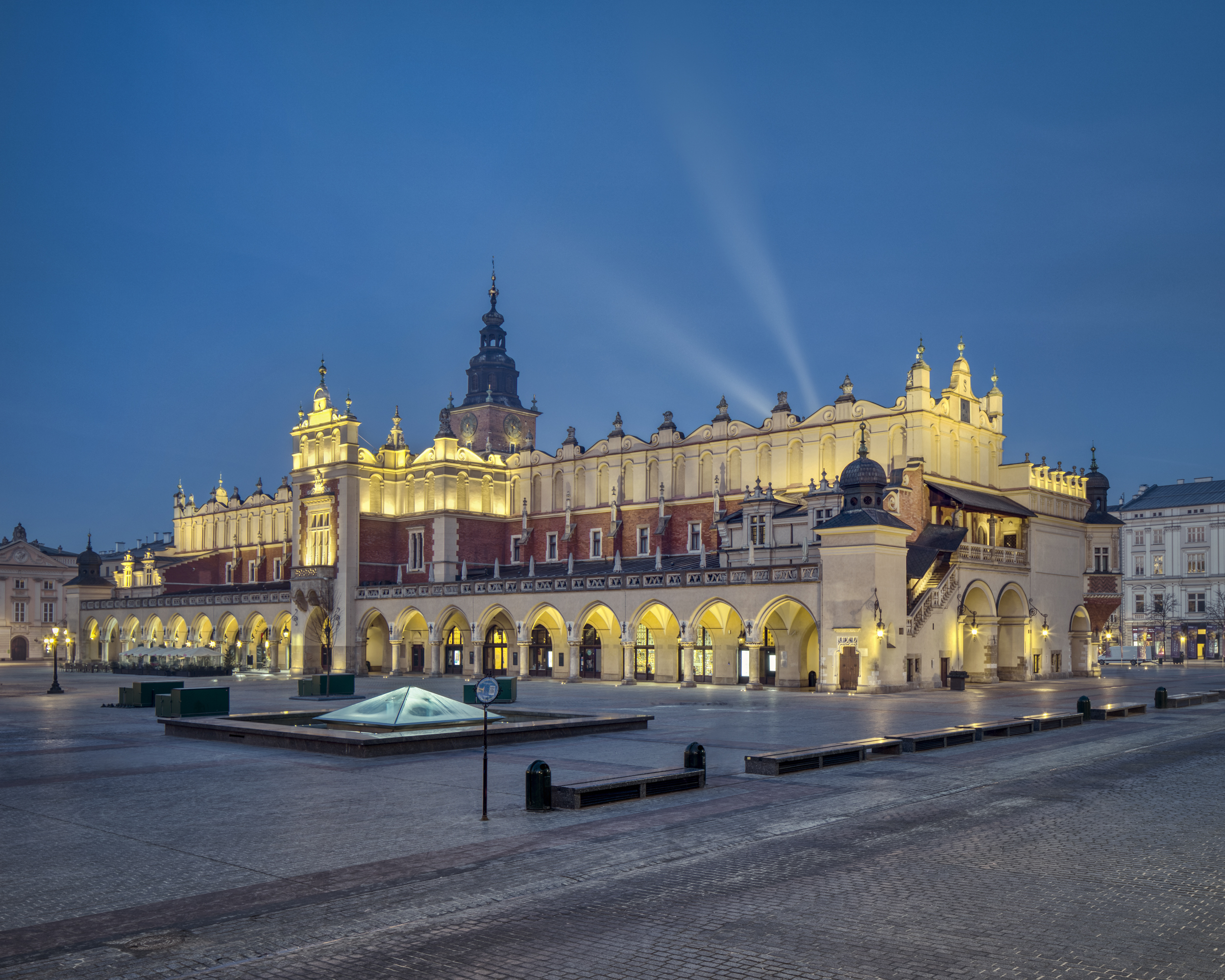
Sukiennice zimą, o świcie widziane od strony Bazyliki Mariackiej, ze wschodu.

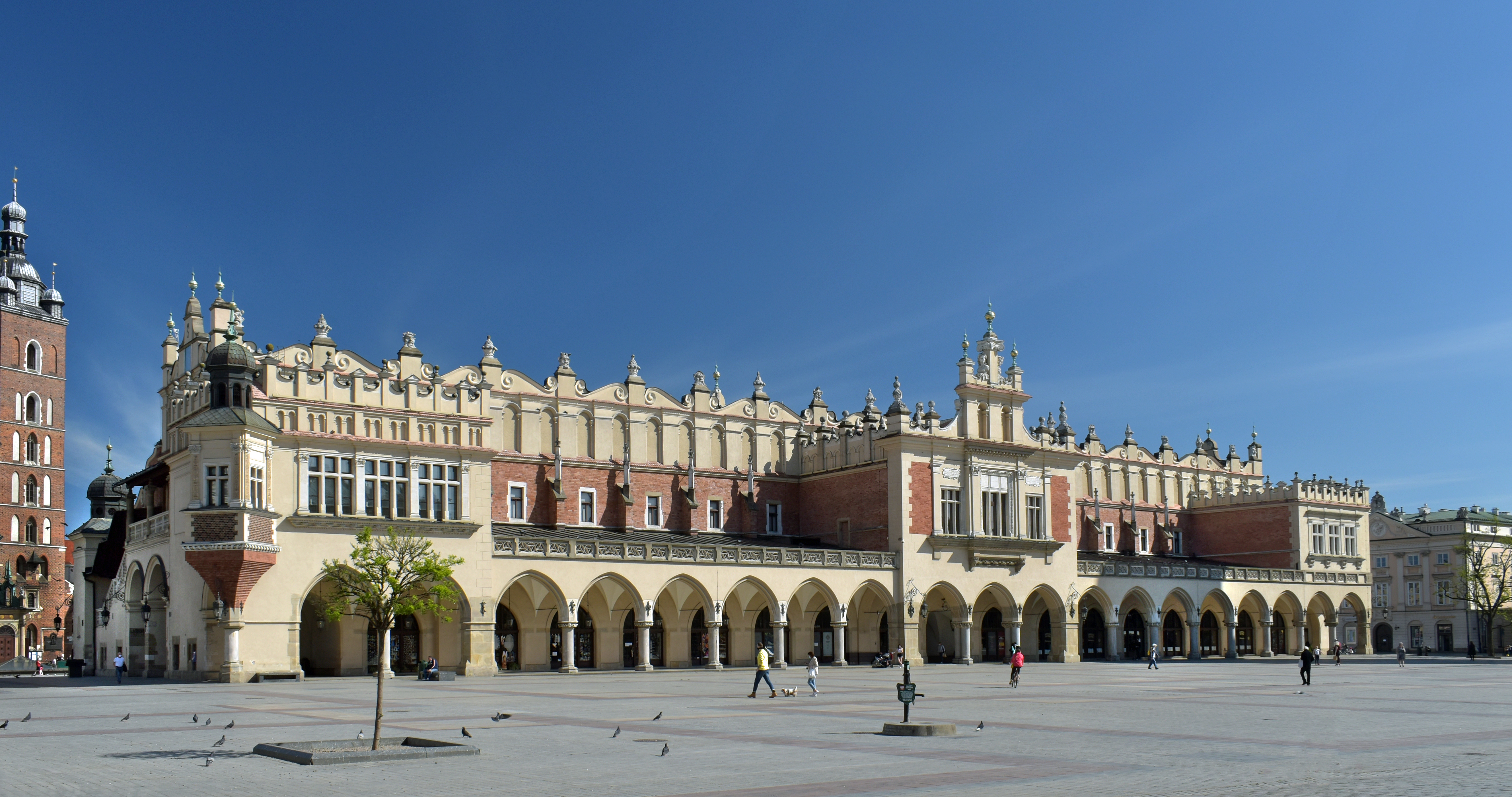
Sukiennice, widok z zachodu.

Sukiennice – zabytkowy budynek sukiennic znajdujący się w Krakowie na Starym Mieście, pośrodku Rynku Głównego.

## Historia Sukiennic
Sukiennice ulegały przez wieki wielu przemianom i ich obecny kształt w niczym nie przypomina dawnych sukiennic. Już w roku 1257 książę Bolesław Wstydliwy przy lokacji Krakowa zobowiązał się postawić kamienne kramy sukienne. Stanowiły one podwójny rząd kramów, tworzących jakby uliczkę pośrodku Rynku. Sukiennice w tej postaci przetrwały do połowy XIV stulecia.

### Kamienne Sukiennice do połowy XIV w.
Pierwowzorem Sukiennic były drewniane kramy sukienne otoczone budami, jatkami i straganami. W akcie lokacyjnym książę zobowiązał się do wystawienia sukiennic kamiennych. Stanowiły one podwójny rząd kramów z uliczką pośrodku, która na noc była zamykana z obydwu stron. Około roku 1300 pasaż z kramami zadaszono, co nadało im wygląd hali targowej. W takiej formie przetrwały do połowy XIV wieku.

### Gotyckie Sukiennice 1358–1555
Nowe, gotyckie sukiennice wystawił król Kazimierz III Wielki przed 1358. Środkowa hala o długości 108 m i szerokości 10 m z dwóch stron miała dostawione dwa rzędy kramów na głębokość 7,5 m. W osi długiej było to 18 kramów, które nakryte były sklepieniami, a otwarte do wnętrza ostrołukowymi lub półkolistymi portalami. Od strony południowej i północnej wybudowano zdwojone, ostrołukowe arkady. Przypominały one już kształtem obecne sukiennice. Budowla ta przetrwała jako do 1555 roku, kiedy spłonęła.

### Renesansowe Sukiennice od 1559
W latach 1556–1559 przystąpiono do odnowienia spalonych sukiennic. Pracami kierował mistrz Pankracy, który zasklepił kolebkowo wielką halę budynku. Wtedy budynek zwieńczono attyką o podziałach arkadowych i grzebieniu z maszkaronami projektu Santi Gucciego. Dobudowano także kolumnowe loggie, które zaprojektował Jan Maria Padovano. W roku 1601 przebito przejście w poprzek Sukiennic i ozdobiono je ryzalitami.

### XIX-wieczna przebudowa

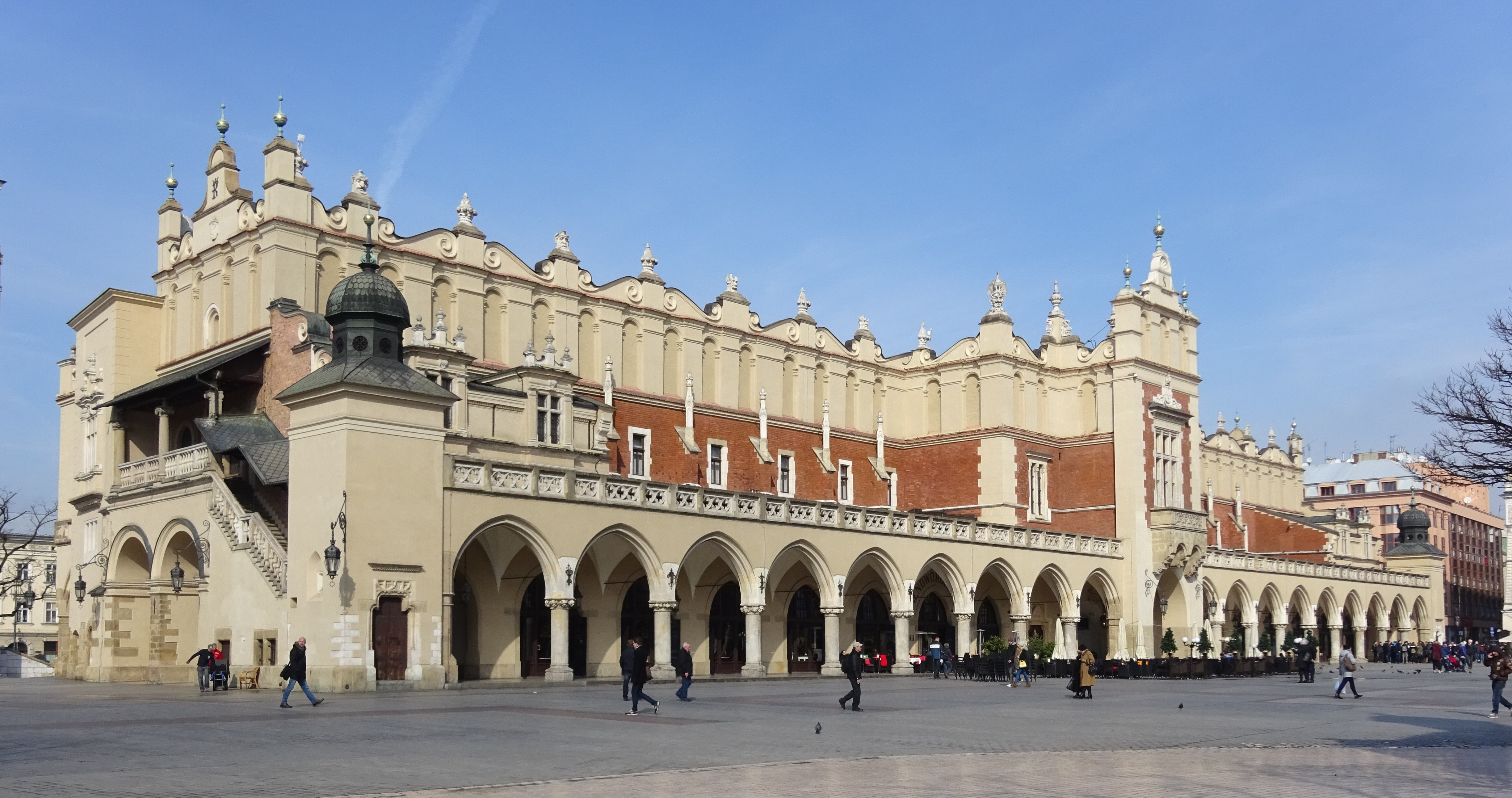
Widok z południowego wschodu

W ramach porządkowania Rynku w latach 1875–1879 sukiennice przebudowano według projektu Tomasza Prylińskiego. Wyburzono przylegające do nich kramy i budynki. Dolna hala została przekształcona w ciąg drewnianych kramów handlowych, rozlokowanych wzdłuż ścian i udekorowana  w 1895 herbami miast polskich, godłami cechowymi i pieczęciami. Sala górna została zaadaptowana na potrzeby muzeum.
Dobudowano ryzality na osi wschód-zachód oraz parterowe arkadowe podcienia. Na szczytach ryzalitów od strony wschodniej umieszczono maszkarony przedstawiające karykatury prezydentów Krakowa - Józefa Dietla i Mikołaja Zyblikiewicza (wykonał Walery Gadomski według projektu Jana Matejki). 
Na fasadzie zachodniego ryzalitu, nad oknami, znajdują się kartusze z łacińskimi sentencjami projektu Józefa Szujskiego.
Po lewej stronie (patrząc z ul. Szewskiej): „NATALE SOLVM DVLCE DINE CVNCTOS DVCIT ET IMMEMORES NON SINIT ESSE SVI” (w tłumaczeniu na język polski: „Nasz kraj przepełnia nas niezwykłą słodyczą i nigdy nie pozwala zapomnieć, że do niego należymy” - cytat z „Listów z Pontu” Owidiusza).
I po prawej: „ILLA NON EST CIVITAS CVM LEGES IN EA NIHIL VALENT CVM MOS OCCI DIT PATRIVS” („Nie może istnieć państwo, gdy prawa w nim nic nie znaczą i gdy ginie obyczaj ojczysty” - cytat z „Paradoksów” Cycerona).
Szczyt ryzalitu wieńczy rzeźba projektu Jana Matejki „Dzień i Noc”.

## Współczesność
Wizerunek Sukiennic w czasie okupacji niemieckiej został umieszczony na banknotach o nominale 50 złotych emitowanych przez Bank Emisyjny w Polsce.
Współcześnie w Sukiennicach znajdują się dwa rzędy kramów, głównie z biżuterią, pamiątkami czy rękodziełami. Obecnie na piętrze Sukiennic (w dawnym szmatruzie) znajduje się Galeria Polskiego Malarstwa i Rzeźby XIX wieku. Stanowi ona oddział Muzeum Narodowego. Na parterze Sukiennic znajduje się również słynna kawiarnia Noworolski. Pod zewnętrzną częścią sukiennic zachowane jest zabytkowe i sprawne oświetlenie gazowe.
W 2010 r. otwarto oddział Muzeum Historycznego Miasta Krakowa, Podziemia Rynku Głównego, do którego wejście znajduje się w Sukiennicach. Zwiedzający wędrują pod ziemią wokół Sukiennic szklanymi pochylniami i kładkami, zawieszonymi ponad dawnymi traktami, w tym brukami średniowiecznych Sukiennic.

## Galeria

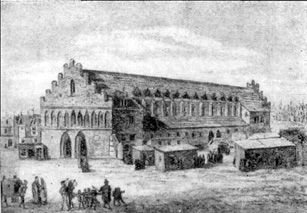
Gotyckie Sukiennice istniejące do 1555
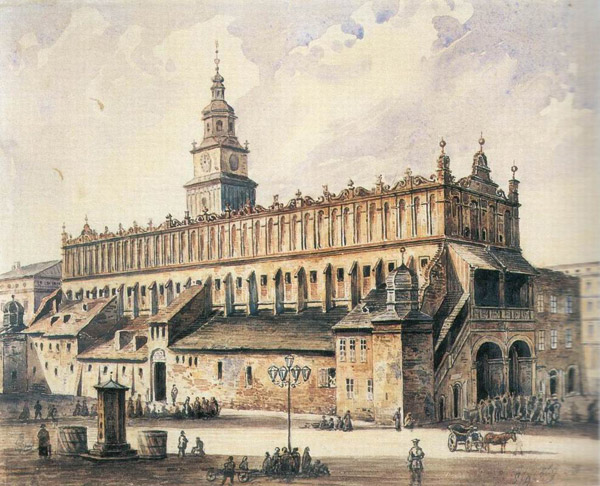
Sukiennice przed przebudową na obrazie Aleksandra Gryglewskiego, rok 1869
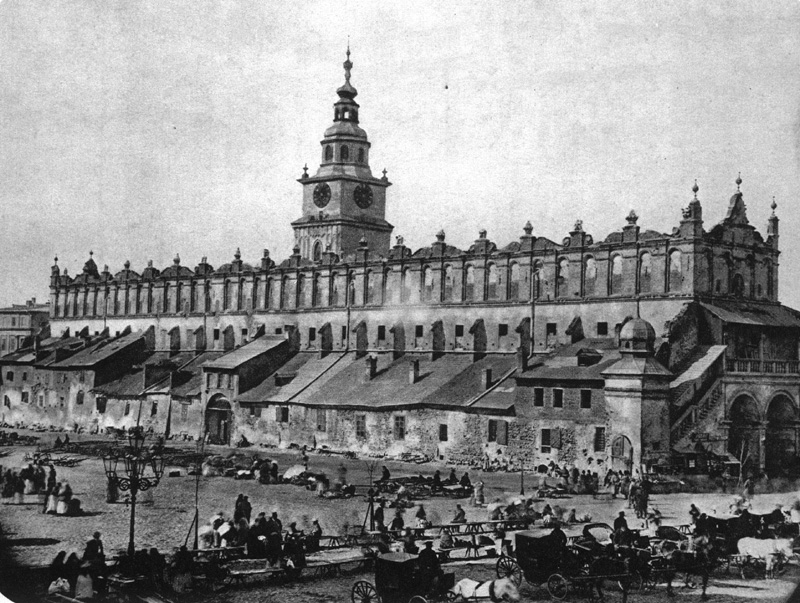
Sukiennice przed przebudową na fotografii Ignacego Kriegera, rok 1870
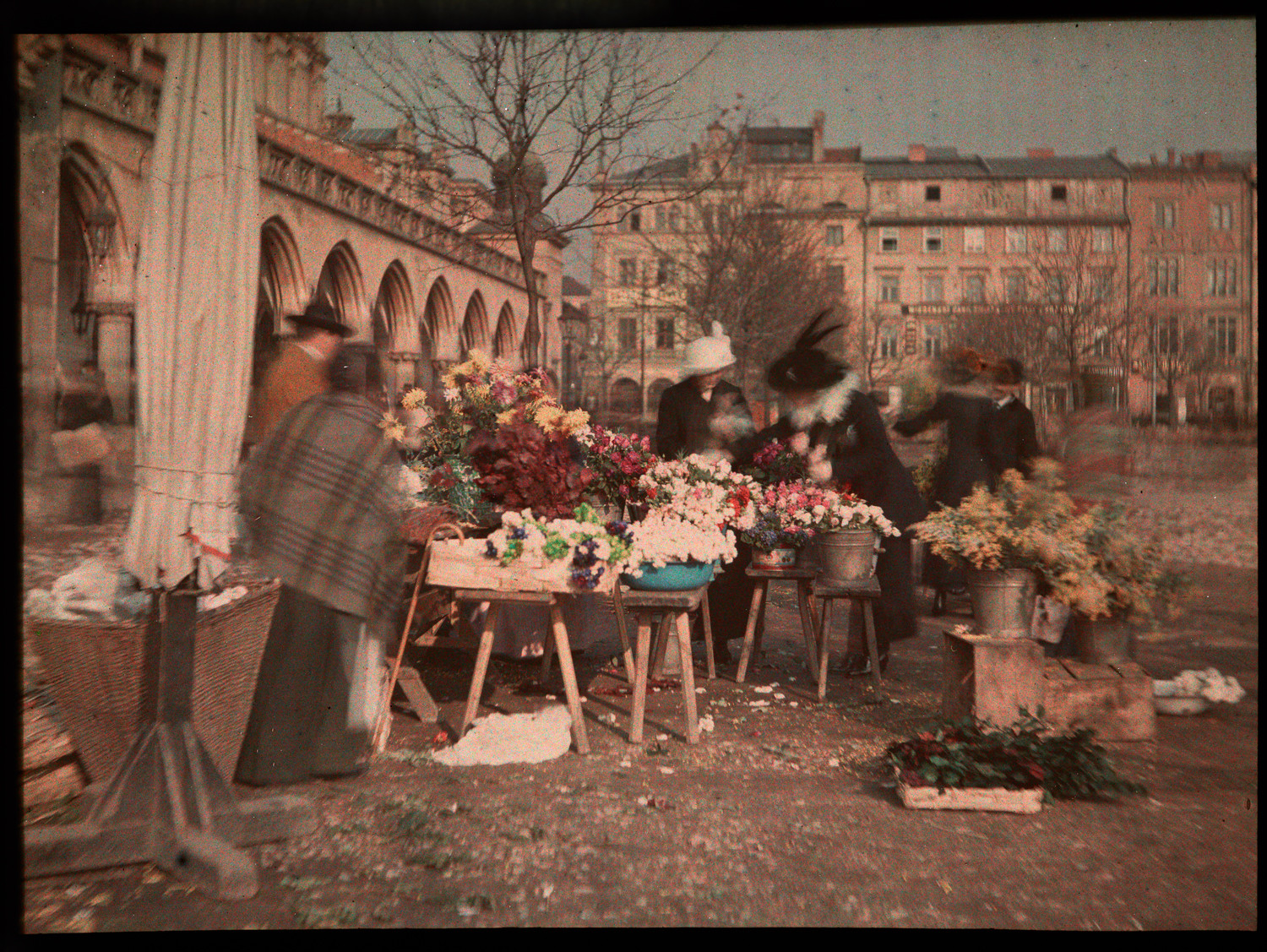
Sukiennice w 1915
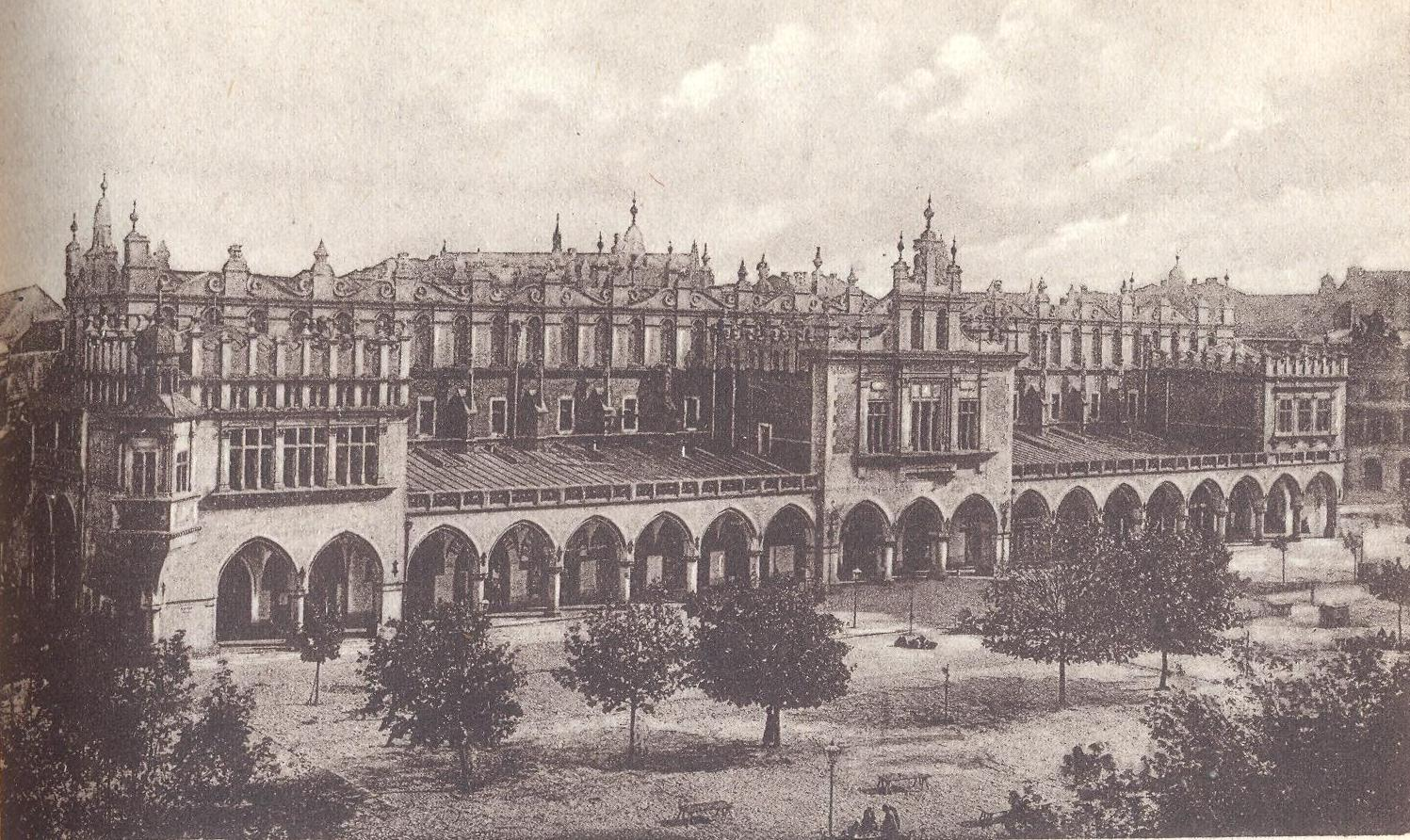
Sukiennice w 1930
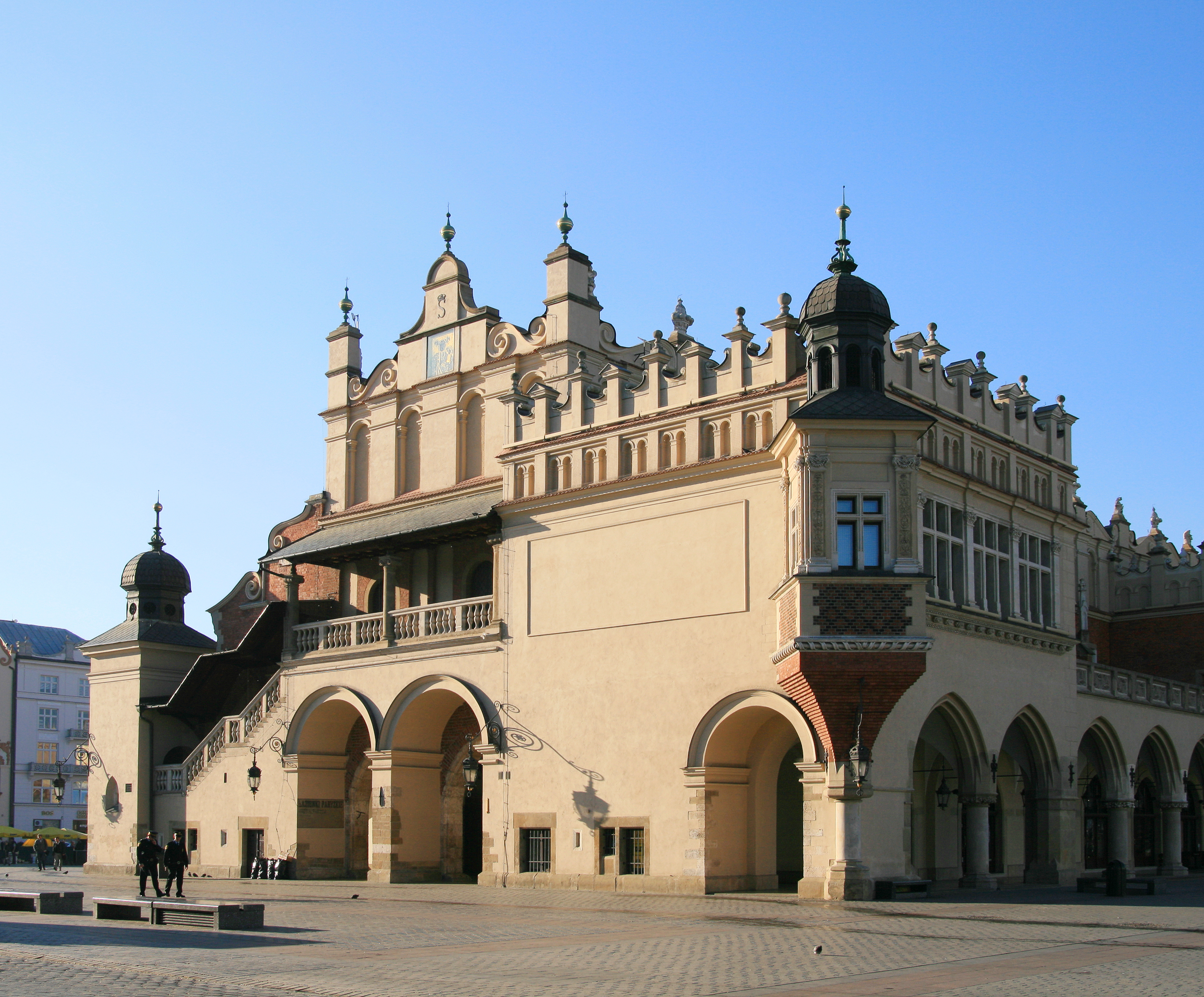
Sukiennice od północy
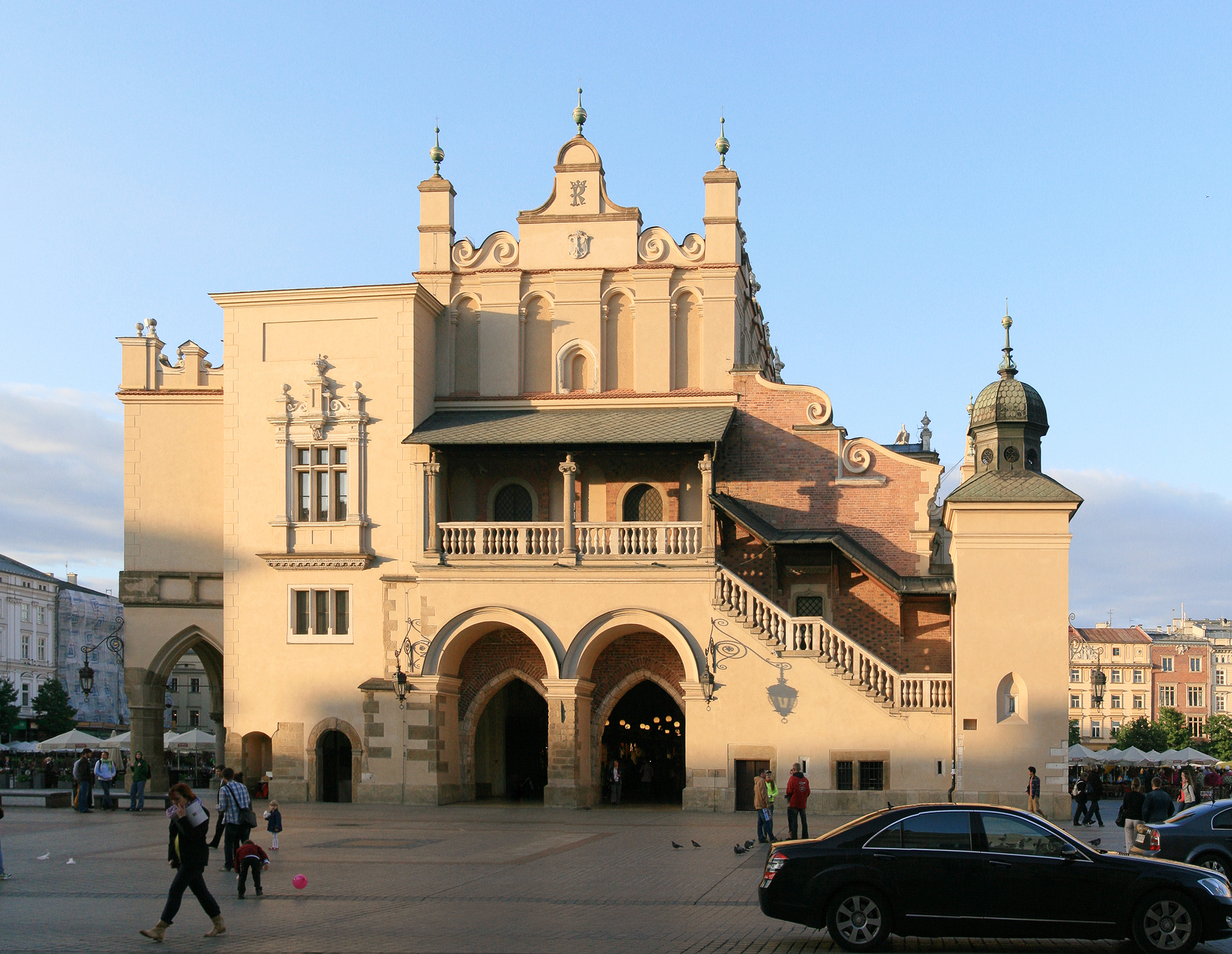
Sukiennice od południa
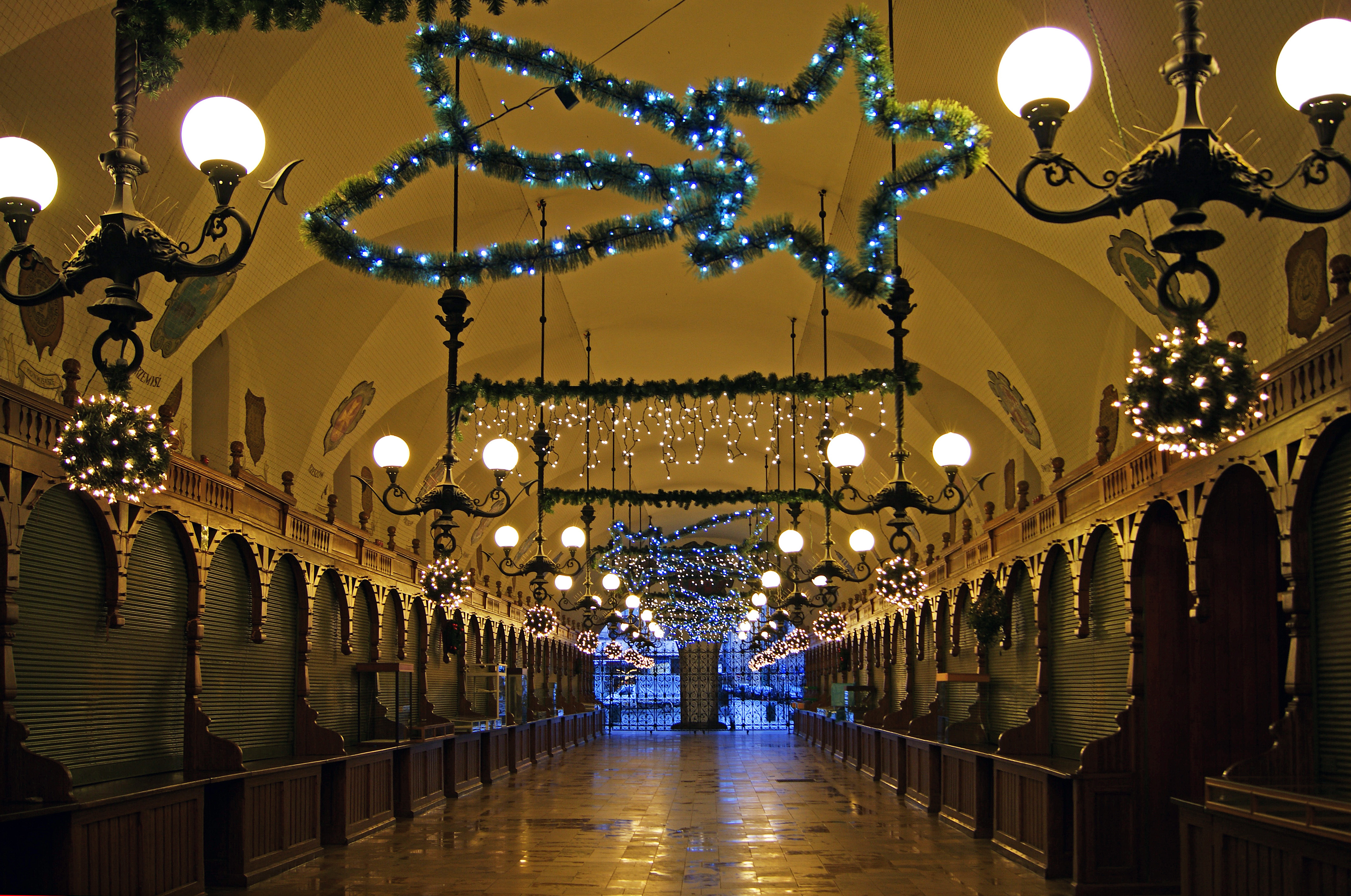
Wnętrze Sukiennic z kramami
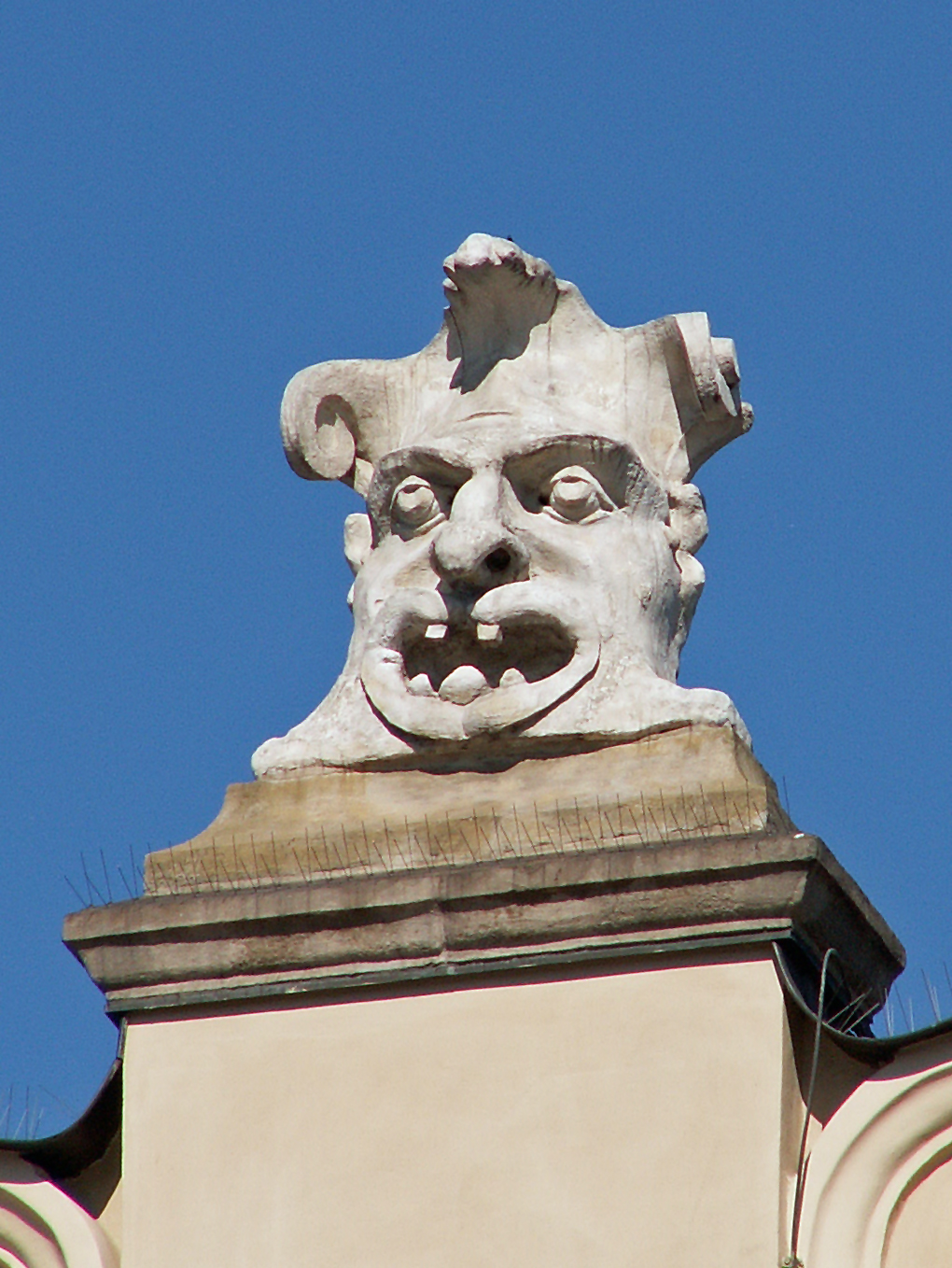
Jeden z maszkaronów Gucciego
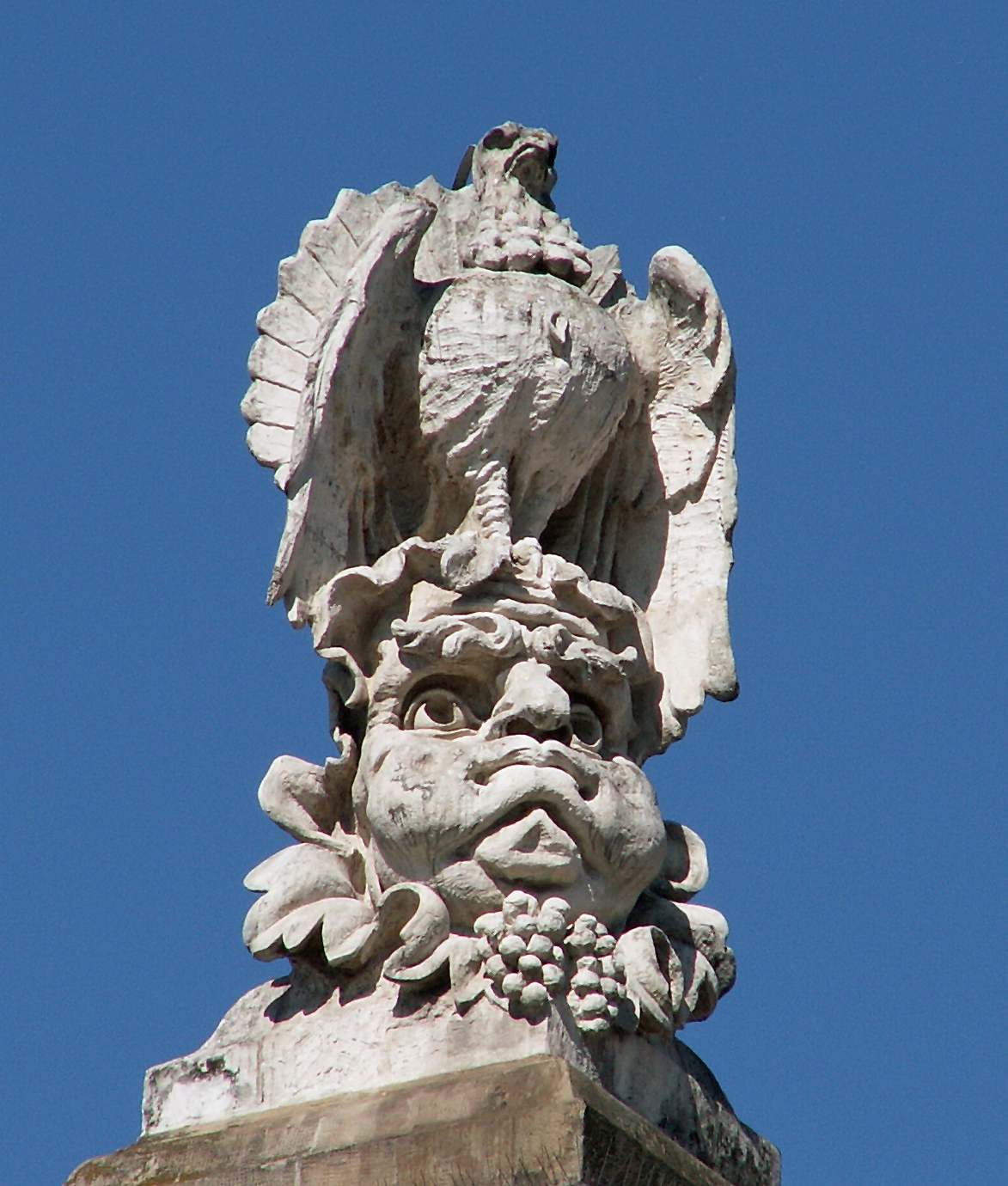
Maszkaron-prezydent Krakowa Mikołaj Zyblikiewicz
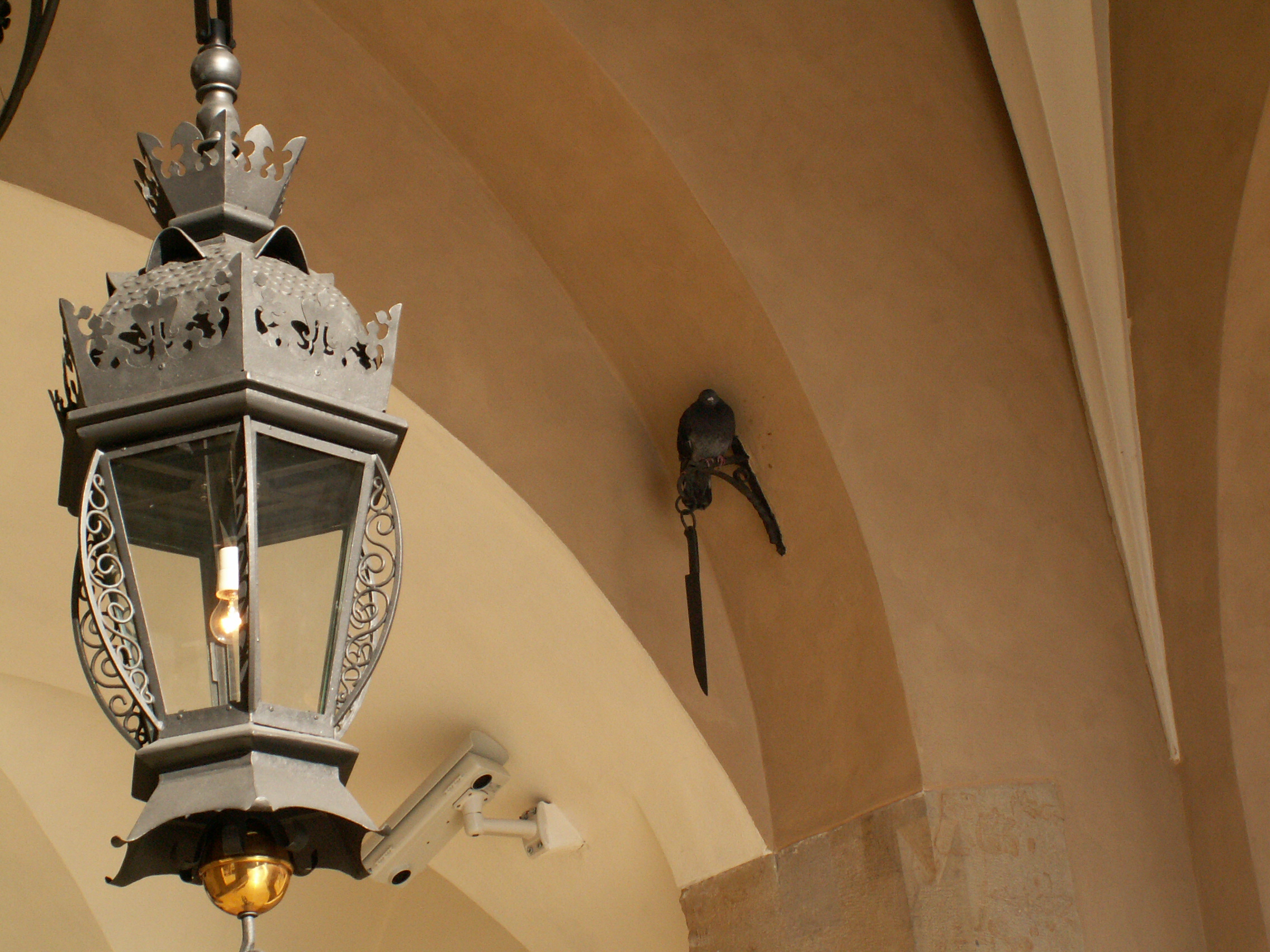
Nóż w Sukiennicach
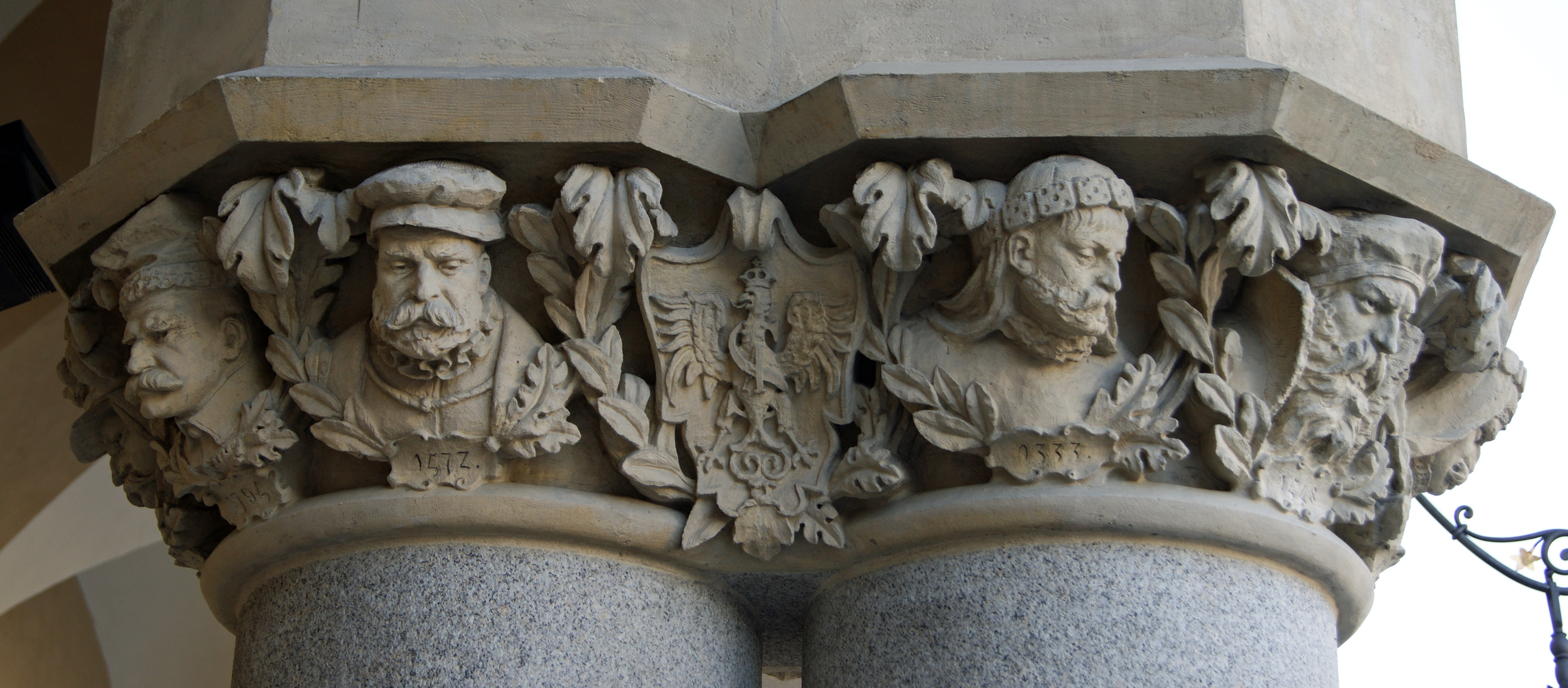
Głowica arkad od strony zachodniej, projekt Jana Matejki
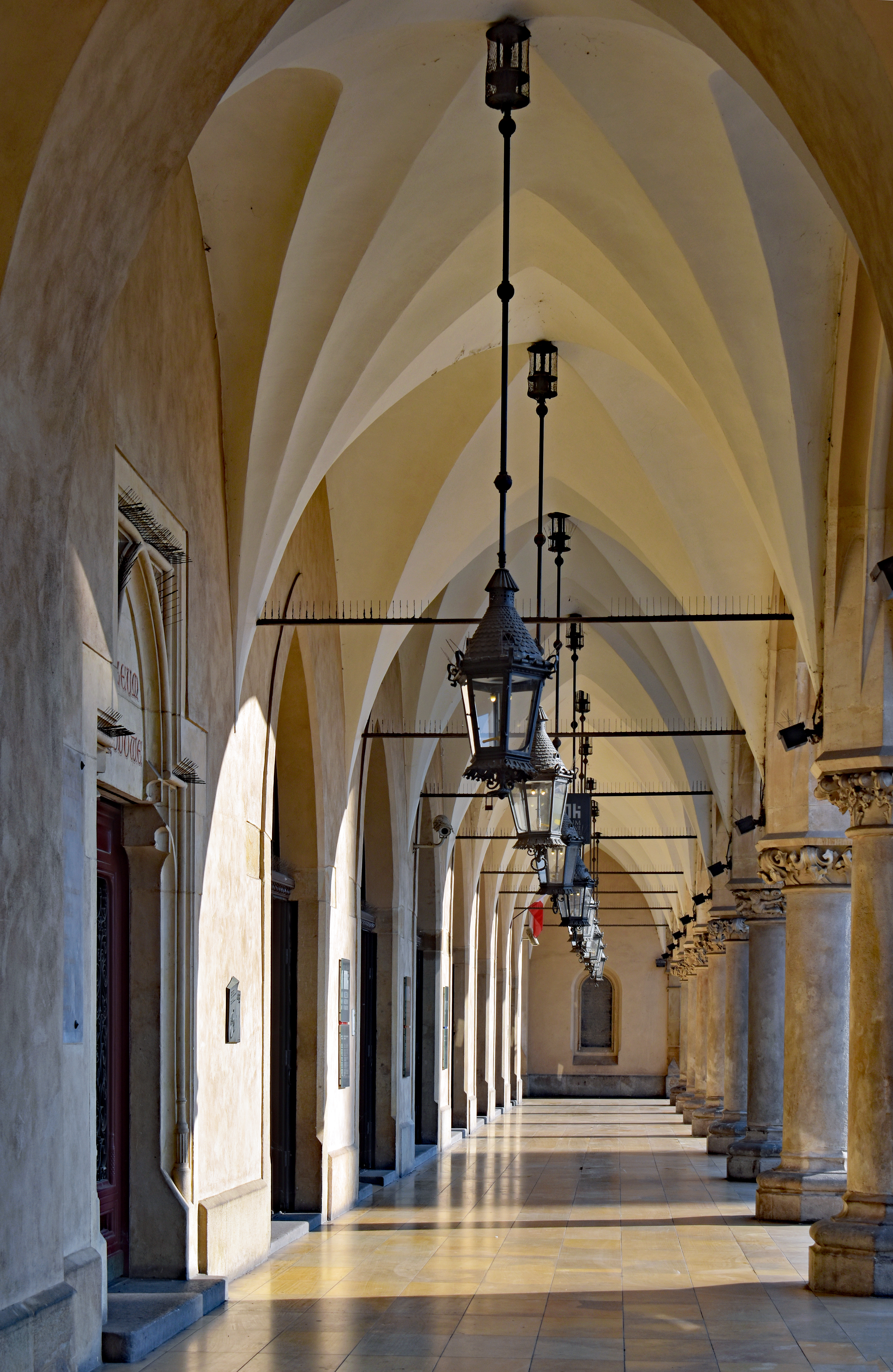
Arkady od strony wschodniej.
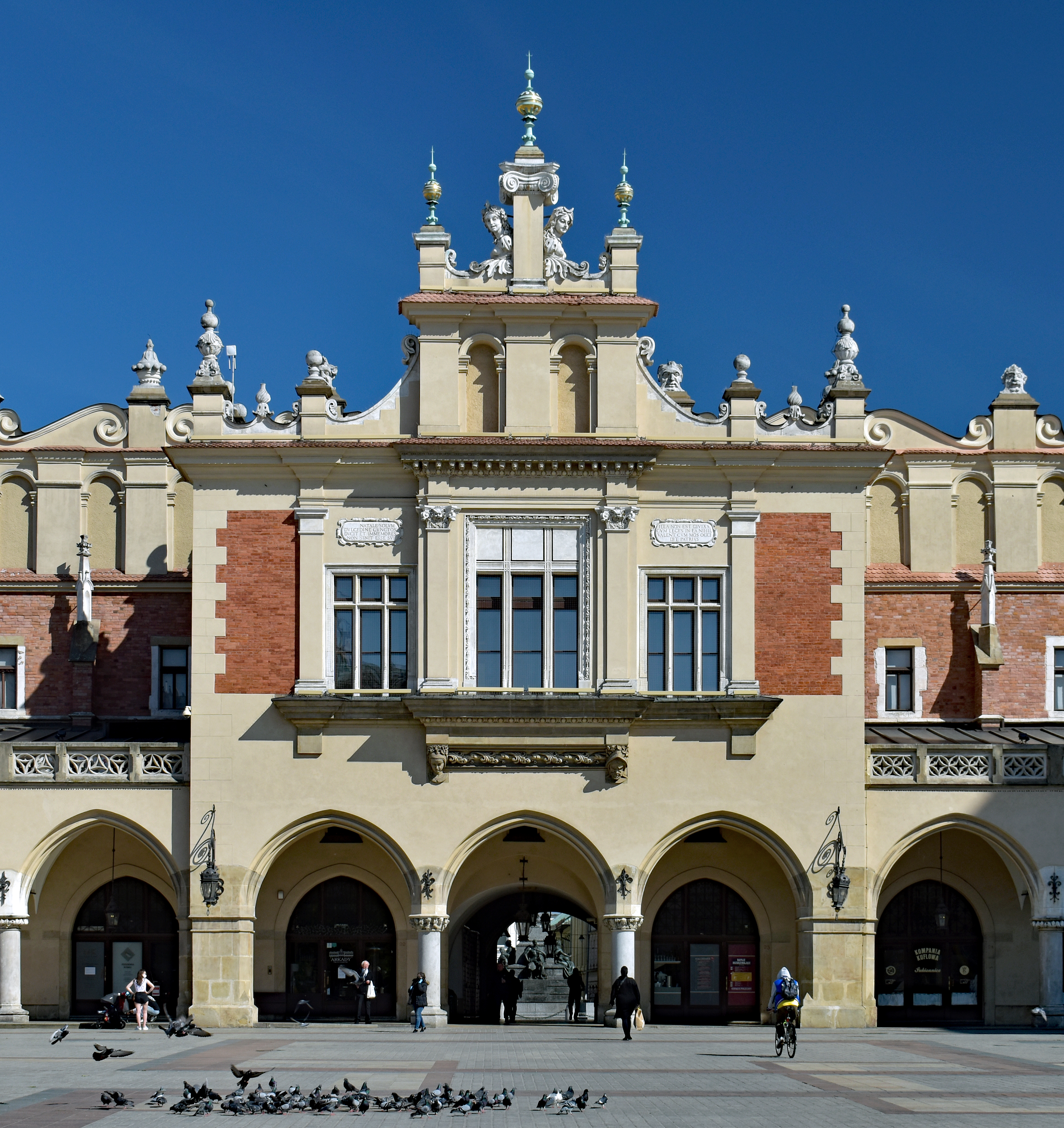
Ryzalit zachodni
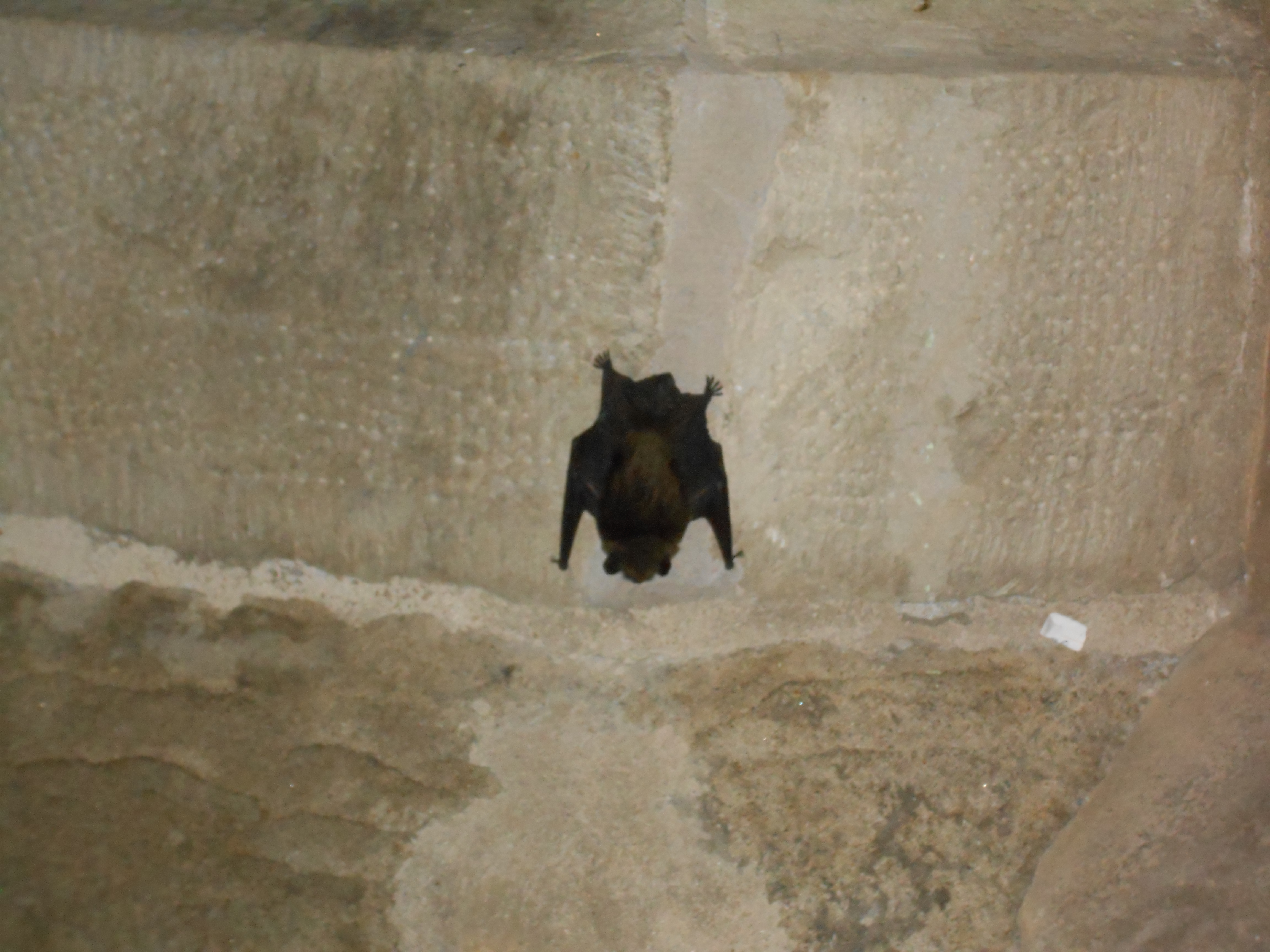
Nietoperz na murze Sukiennic
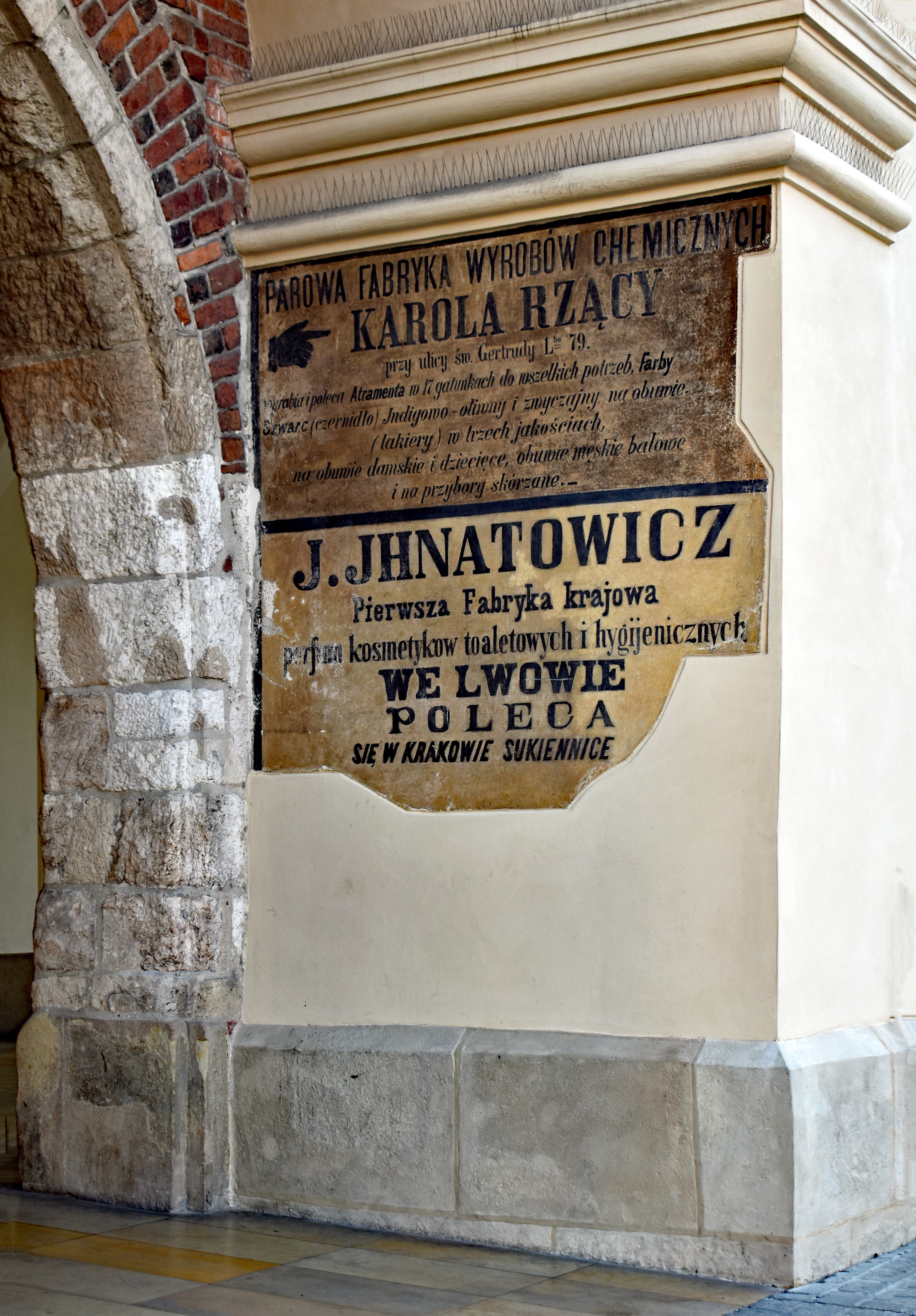
Dawne reklamy zachowane na murach Sukiennic
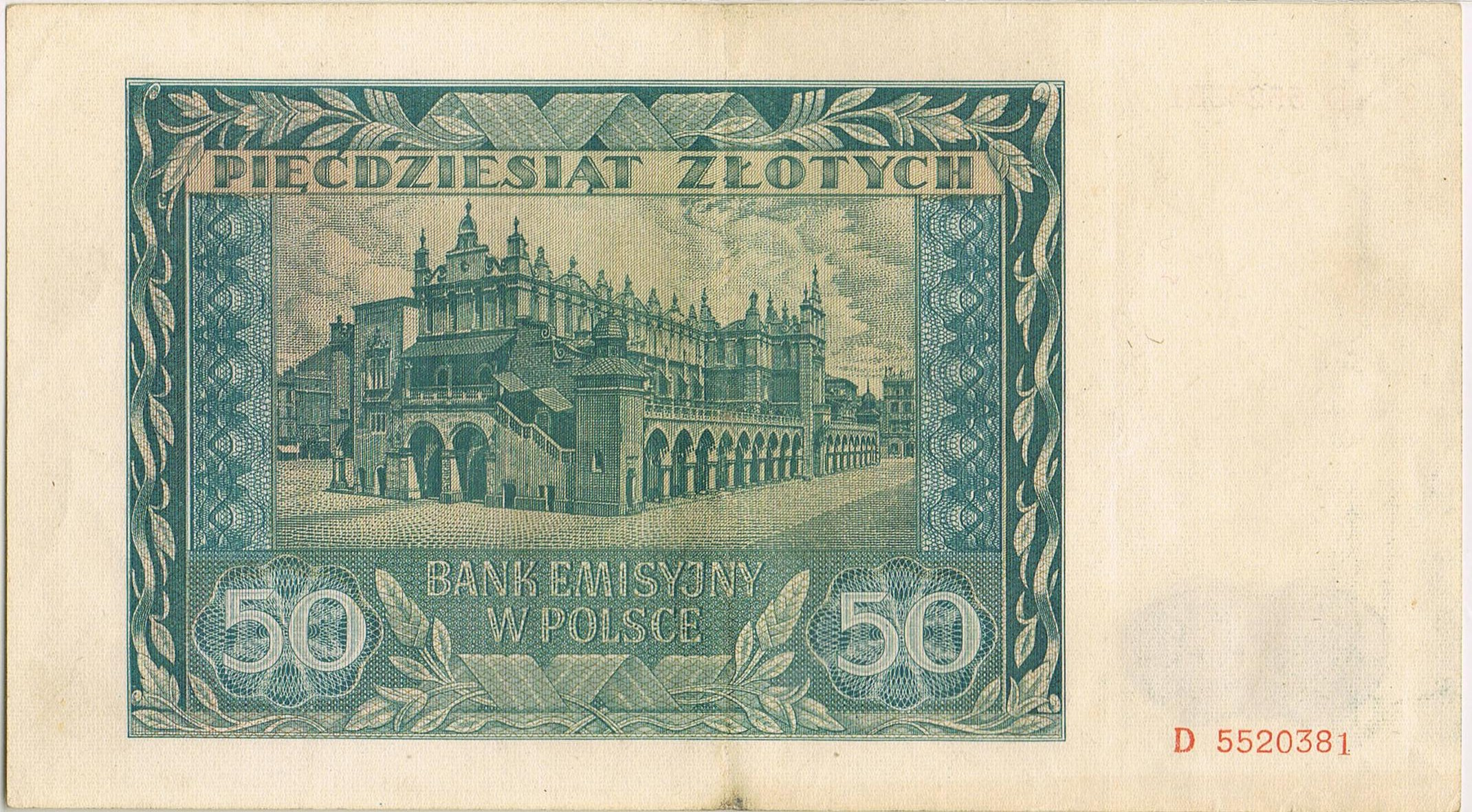
Sukiennice na rewersie banknotu 50 złotowego Generalnego Gubernatorstwa